# Trichodiadema peersii
Trichodiadema peersii es una  especie de planta suculenta perteneciente a la familia de las aizoáceas. Es originaria de Sudáfrica

## Descripción
Es una pequeña planta suculenta perennifolia, que alcanza un tamaño de 7 a 9 cm de altura. Se encuentra a una altitud de 800 - 1400  metros en Sudáfrica.